# Veliki Ograđenik
Veliki Ograđenik je naseljeno mjesto u općini Čitluk, Federacija BiH, BiH.
Sastoji se od dva naselja, Gornjeg Velikog i Donjeg Velikog Ograđenika koje dijeli Čitlučko polje. Gornji Veliki Ograđenik prostire se od brda Trtla pa do gore navedenog polja tako da se nalazi na većoj nadmorskoj visini.

## Stanovništvo

### Popisi 1971. – 1991.
| Veliki Ograđenik   |                |                |                |
| godina popisa      | 1991.          | 1981.          | 1971.          |
| Hrvati             | 1186 (99,32 %) | 1231 (99,67 %) | 1467 (99,39 %) |
| Muslimani          | 0              | 0              | 0              |
| Srbi               | 0              | 0              | 0              |
| Jugoslaveni        | 0              | 1 (0,08 %)     | 0              |
| ostali i nepoznato | 8 (0,67 %)     | 3 (0,24 %)     | 9 (0,60 %)     |
| ukupno             | 1194           | 1235           | 1476           |

### Popis 2013.
| Veliki Ograđenik   |              |
| godina popisa      | 2013.        |
| Hrvati             | 1303 (100 %) |
| Srbi               | 0            |
| Bošnjaci           | 0            |
| ostali i nepoznato | 0            |
| ukupno             | 1303         |

## Poznate osobe
- Franjo Milićević, franjevački pisac i tiskar
- Šimun Musa, sveučilišni profesor, književni kritičar i teoretičar
- Vlado Miletić, hrvatski politički emigrant i revolucionar
- Vidak Buntić, hrvatski politički emigrant i revolucionar
- Petar Pehar, odvjetnik i član Radićevog i Mačekovog HSS-a
- Petar Džida, franjevac